# Downhead
Downhead is een civil parish in het bestuurlijke gebied Mendip, in het Engelse graafschap Somerset met 88 inwoners.